# Hans-Jürgen Orthmann
Hans-Jürgen Orthmann (República Federal Alemana, 5 de febrero de 1954) es un atleta alemán retirado especializado en la prueba de 3000 m, en la que consiguió ser medallista de bronce europeo en pista cubierta en 1980.

## Carrera deportiva
En el Campeonato Europeo de Atletismo en Pista Cubierta de 1980 ganó la medalla de bronce en los 3000 metros, con un tiempo de 7:59.9 segundos, llegando a meta tras su compatriota Karl Fleschen y el neerlandés Klaas Lok.